# Sphenodesme amethystina
Sphenodesme amethystina là một loài thực vật có hoa trong họ Hoa môi. Loài này được Dop miêu tả khoa học đầu tiên năm 1932.